# Oxblodsröd glasyr

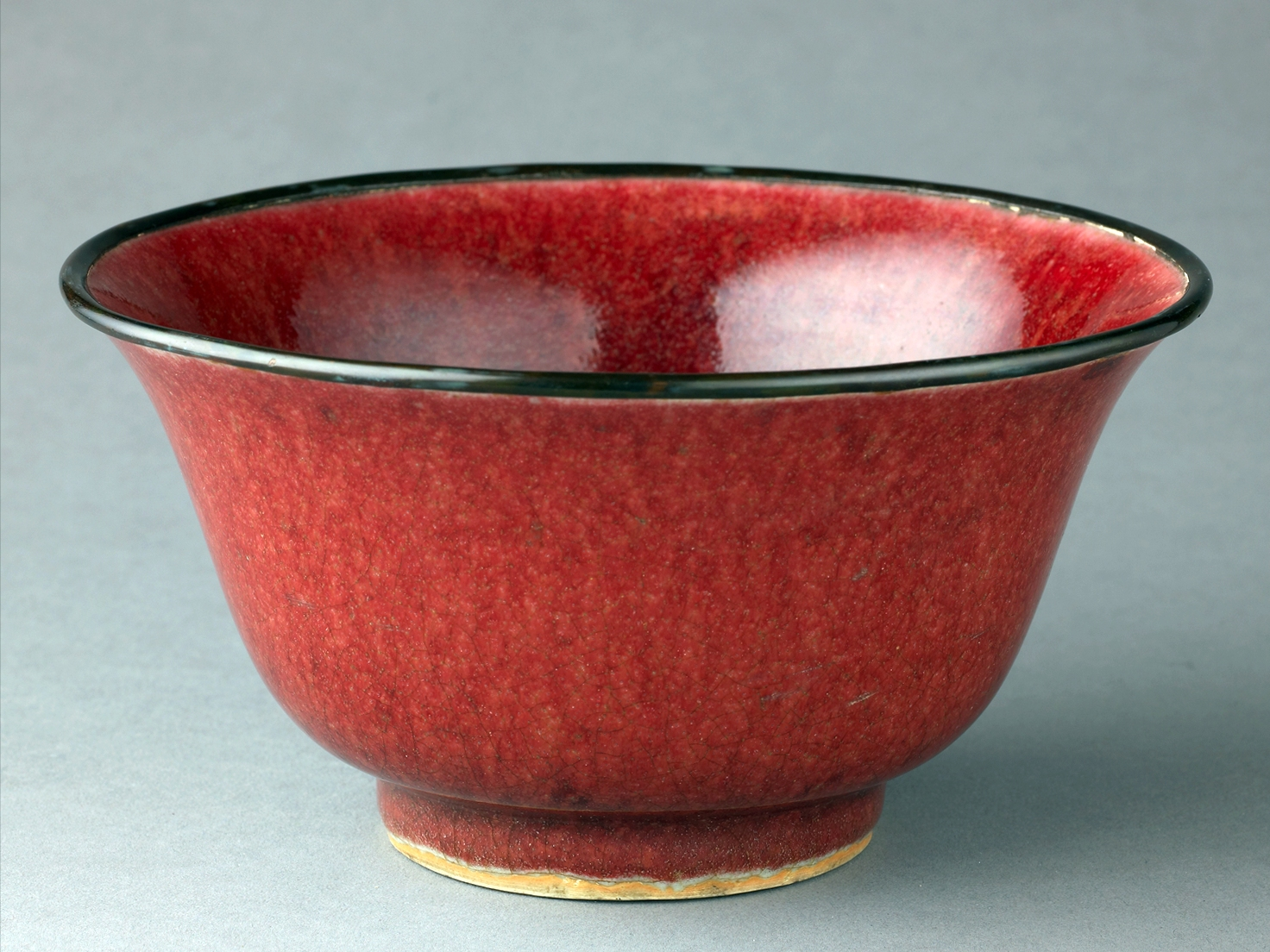
Kinesiskt porslin från 1700-talet med oxblodsröd glasyr.

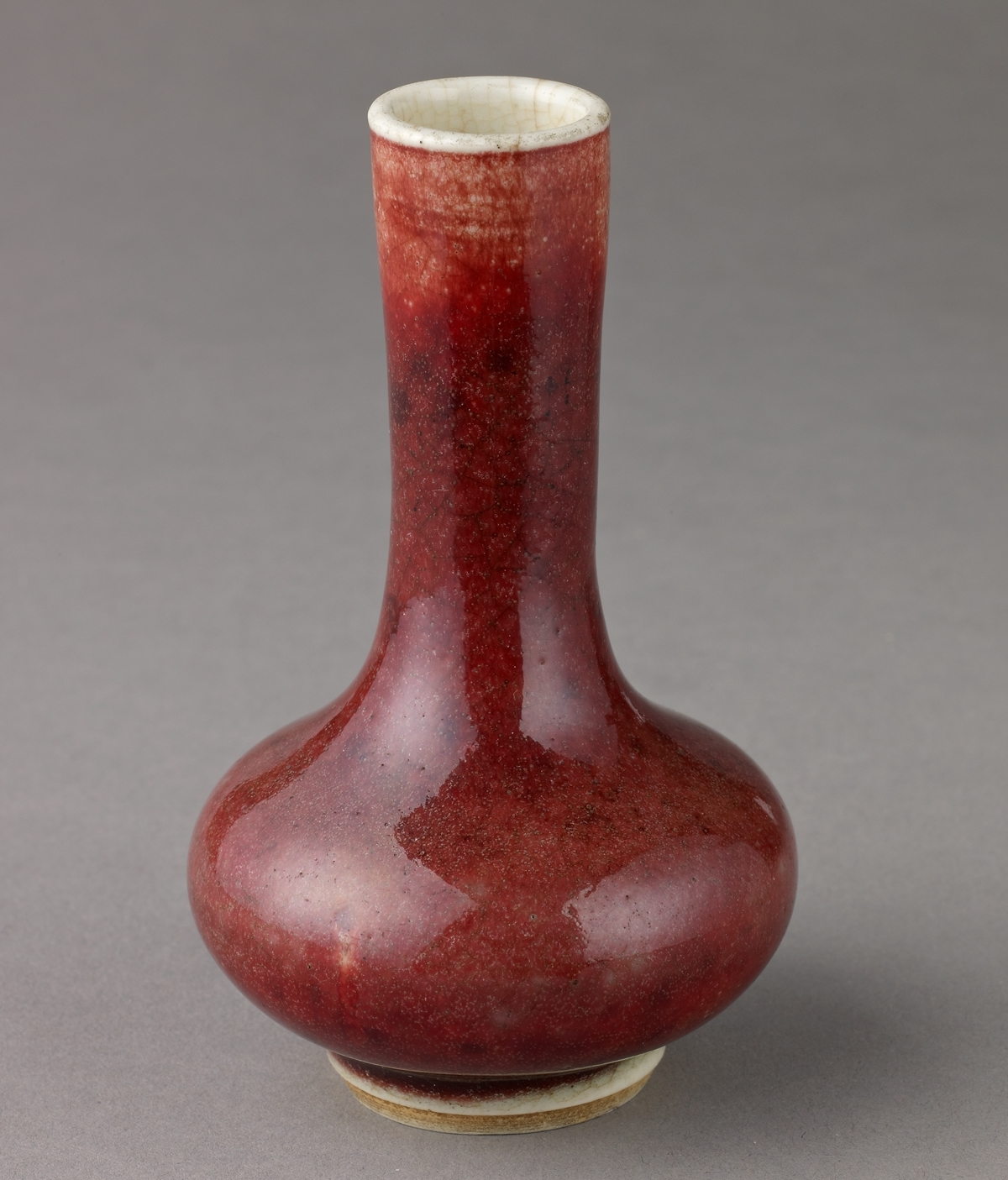
Liten 1700-talsvas, med uttunnande glasyr upptill.

Oxblodsröd glasyr, eller sang-de-boeuf, är en mörkröd glasyr som har sitt ursprung i kinesiskt porslin vid början av 1700-talet. Namnet är franskt och betyder "oxblod" (eller blod av ko).
Sang-de-boeuf var en av de nya glasyrerna som ansågs vara "osäker men väldigt dekorativ med varierande effekter". Glasyren togs fram från Jingdezhen-porslinsugnar under Kangxi-kejsarens styre (1662–1722). Enligt en elev så "ger denna spektakulära glasyr intrycket av att titta genom ett genomskinligt ytlager, som är någorlunda förvrängt och översållat med mängder av bubblor, till färgen som inunder".
Som med de flesta kinesiska röda glasyrer är det huvudsakliga färgämnet kopparoxid i en reducerande atmosfär (utan syre). Att slutföra dem i en oxiderande atmosfär kan ha varit en del av processen. Från sent 1800-tal och framåt, oftast efter långdragna experiment, producerade många västerländska keramiker versioner av den kinesiska glasyren, som tekniskt sett är väldigt svår att uppnå och kontrollera.
När det gäller kinesisk keramik föredrar vissa museer och böcker termen "sang de boeuf", andra föredrar "oxblod", i båda fallen med olika användningar av bindestreck, versaler och kursiveringar för "sang de boeuf". Det vanligaste kinesiska namnet för glasyren är lángyáohóng (郎窑红, "Lang kiln röd"). Ett annat kinesiskt namn för denna typ av glasering är niúxiěhóng (牛血红, "oxblodsröd/sang de boeuf").